# Temporada 1970-71 de los San Diego Rockets
La temporada 1970-71 fue la cuarta de los San Diego Rockets en la NBA. La temporada regular acabó con 40 victorias y 42 derrotas, ocupando el séptimo puesto de la conferencia Oeste, no logrando clasificarse para los playoffs. Esta iba a ser la última temporada del equipo en la ciudad, antes de trasladarse a Houston.

## Elecciones en elDraft
| Ronda | Puesto | Jugador          | Posición  | Nacionalidad   | Universidad    |
| ----- | ------ | ---------------- | --------- | -------------- | -------------- |
| 1     | 2      | Rudy Tomjanovich | Ala-Pívot | Estados Unidos | Michigan       |
| 2     | 18     | Calvin Murphy    | Base      | Estados Unidos | Niagara        |
| 3     | 35     | Curtis Perry     | Pívot     | Estados Unidos | Missouri State |
| 7     | 103    | Billy Paultz     | Pívot     | Estados Unidos | St. John's     |
| 8     | 120    | Don Adams        | Alero     | Estados Unidos | Northwestern   |

## Temporada regular
| División Pacífico        | División Pacífico | División Pacífico | División Pacífico | División Pacífico | División Pacífico | División Pacífico | División Pacífico | División Pacífico |
| Equipo                   | G                 | P                 | %                 | PD                | Casa              | Fuera             | Neutral           | Div               |
| ------------------------ | ----------------- | ----------------- | ----------------- | ----------------- | ----------------- | ----------------- | ----------------- | ----------------- |
| y-Los Angeles Lakers     | 48                | 34                | .585              | –                 | 30–11             | 17–22             | 1–1               | 15–7              |
| x-San Francisco Warriors | 41                | 41                | .500              | 7                 | 20–18             | 19–21             | 2–2               | 12–10             |
| San Diego Rockets        | 40                | 42                | .488              | 8                 | 24–15             | 15–26             | 1–1               | 14–8              |
| Seattle SuperSonics      | 38                | 44                | .463              | 10                | 27–13             | 11–30             | 0–1               | 10–14             |
| Portland Trail Blazers   | 29                | 53                | .354              | 19                | 18–21             | 9–26              | 2–6               | 3–15              |

## Estadísticas
| Rk | Jugador          | Edad | P  | PT | MP   | TC   | TCI  | %TC  | TL  | TLI | %TL  | RB   | AS  | FP  | PTS  |
| -- | ---------------- | ---- | -- | -- | ---- | ---- | ---- | ---- | --- | --- | ---- | ---- | --- | --- | ---- |
| 1  | Elvin Hayes      | 25   | 82 |    | 44.3 | 11.6 | 27.0 | .428 | 5.5 | 8.2 | .672 | 16.6 | 2.3 | 2.7 | 28.7 |
| 2  | Stu Lantz        | 24   | 82 |    | 37.8 | 7.1  | 15.9 | .448 | 6.3 | 7.9 | .806 | 5.0  | 4.2 | 2.8 | 20.6 |
| 3  | Larry Siegfried  | 31   | 53 |    | 31.6 | 2.8  | 7.1  | .386 | 2.5 | 2.9 | .850 | 3.9  | 6.5 | 2.8 | 8.0  |
| 4  | Don Adams        | 23   | 82 |    | 29.0 | 4.8  | 11.7 | .409 | 1.9 | 2.6 | .731 | 7.1  | 2.1 | 4.2 | 11.4 |
| 5  | John Trapp       | 25   | 82 |    | 25.4 | 3.9  | 9.3  | .420 | 1.7 | 2.3 | .755 | 6.2  | 1.7 | 4.1 | 9.6  |
| 6  | Calvin Murphy    | 22   | 82 |    | 24.6 | 5.7  | 12.5 | .458 | 4.3 | 5.3 | .820 | 3.0  | 4.0 | 3.2 | 15.8 |
| 7  | John Block       | 26   | 73 |    | 20.1 | 3.4  | 8.0  | .420 | 2.9 | 3.7 | .785 | 6.1  | 1.3 | 2.6 | 9.6  |
| 8  | Toby Kimball     | 28   | 80 |    | 13.8 | 1.4  | 3.6  | .387 | 0.6 | 1.4 | .472 | 5.1  | 0.8 | 1.6 | 3.4  |
| 9  | Rudy Tomjanovich | 22   | 77 |    | 13.8 | 2.2  | 5.7  | .383 | 0.9 | 1.5 | .652 | 4.9  | 0.9 | 1.6 | 5.3  |
| 10 | Bernie Williams  | 25   | 56 |    | 12.6 | 2.0  | 6.0  | .331 | 1.2 | 1.4 | .840 | 1.5  | 2.0 | 1.4 | 5.2  |
| 11 | Johnny Egan      | 32   | 36 |    | 11.5 | 0.8  | 2.2  | .338 | 0.5 | 0.6 | .739 | 0.9  | 1.5 | 1.1 | 2.0  |
| 12 | Curtis Perry     | 22   | 18 |    | 5.6  | 1.2  | 2.7  | .438 | 0.6 | 1.1 | .550 | 1.7  | 0.3 | 1.2 | 2.9  |

## Galardones y récords
| Jugador       | Galardón                            |
| Calvin Murphy | Mejor quinteto de rookies de la NBA |
| Elvin Hayes   | All-Star                            |